# Estadio Raulino de Oliveira
El Estadio General Sylvio Raulino de Oliveira, conocido simplemente como Estadio da Cidadania, es un estadio de fútbol ubicado en la ciudad de Volta Redonda en Brasil.
Posee una capacidad para 18 230 espectadores. Fue inaugurado el 15 de abril de 1951, en un partido entre el Botafogo y el Fluminense. Luego de ser remodelado entre 2003 y 2004, comenzó a ser considerado uno de los estadios más modernos de Brasil.
Cuando los grandes estadios de la ciudad de Río de Janeiro (Maracaná y Engenhão) están en obras, el Estadio da Cidadania recibe a los partidos del Botafogo, al Flamengo y al Fluminense.